# Sinceramente
Sinceramente (pol. z poważaniem) – singel włoskiej piosenkarki Annalisy, wydany 7 lutego 2024 pod nakładem wytwórni Warner Music Italy i zamieszczony na reedycji albumu E poi siamo finiti nel vortice.
Utwór skomponowali i napisali Paolo Antonacci, Davide Simonetta, Zef oraz sama wokalistka, a za produkcję utworu odpowiadają Zef oraz Simonetta. W wywiadzie dla Donna Moderna, Annalisa skomentowała temat poruszany przez utwór oraz okoliczności jego powstania; to piosenka o wolności bycia: w każdym przejawie, w każdym etapie życia, w każdym stanie umysłu. Swoboda nawet do narzekania i bycia zrozumianym, zamiast bycia osądzanym lub uważanym za histeryka. [...] Jest to refleksja, która zrodziła się pewnej nocy, kiedy nie spałam, jak to często mi się zdarza, i miałam pilną potrzebę powiedzenia, opowiedzenia. Poczułam potrzebę bycia zrozumianą, mile widzianą, wysłuchaną bez uprzedzeń. W innych wywiadach dodała później również, iż tekst piosenki opisuje „silną kobietę, która rości sobie prawo do wolności”.
Do piosenki został zrealizowany teledysk, za którego reżyserię odpowiada Giulio Rosati. Premiera klipu odbyła się 7 lutego 2024 na oficjalnym kanale piosenkarki w serwisie YouTube. W teledysku artystka przedstawia alter ego pochodzące z jej innych teledysków, takich jak „Bellissima”, „Mon amour” oraz „Ragazza sola”.
Utwór ustanowił rekord największej liczby odtworzeń zebranej w przeciągu 24 godzin przez piosenkę autorstwa kobiety we Włoszech na platformie Spotify, wynoszący 1,649 mln odtworzeń.
Utwór zaprezentowany został premierowo podczas pierwszego wieczoru 74. Festiwalu Piosenki Włoskiej w San Remo. 10 lutego propozycja zajęła 3. miejsce w finale festiwalu.

## Lista utworów
| Digital download / media strumieniowe | Digital download / media strumieniowe | Digital download / media strumieniowe |
| Nr                                    | Tytuł utworu                          | Długość                               |
| ------------------------------------- | ------------------------------------- | ------------------------------------- |
| 1.                                    | „Sinceramente”                        | 3:35                                  |

## Pozycje na listach
| Notowanie                | Najwyższa pozycja |
| ------------------------ | ----------------- |
| Szwajcaria (Apple Music) | 6                 |
| Włochy (Apple Music)     | 2                 |